# Luisino údolí

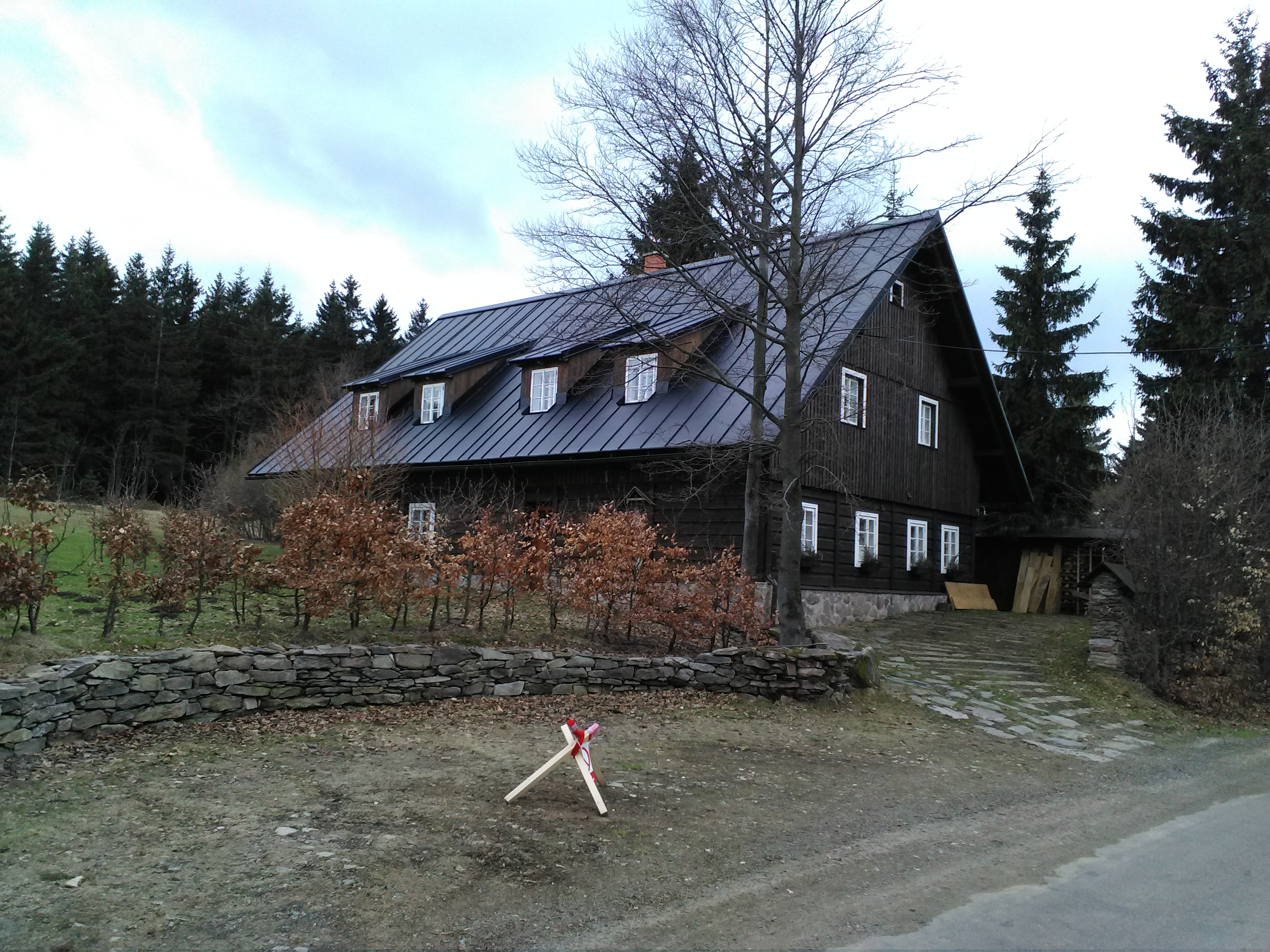
Chata v Luisině Údolí

Luisino Údolí (něm. Luisenthal) je osada nacházející se na úpatí Velké Deštné v Orlických horách v katastru obce Deštné v Orlických horách, vzdálené 2,5 km, v okrese Rychnov nad Kněžnou v Královéhradeckém kraji.

## Historie
První připomínka původně dřevorubecké osady se datuje k roku 1828. Založil ji Antonín Slivka, rytíř ze Slivic, tehdejší majitel solnického panství, který ji pojmenoval po své matce Marii Luise. Chalupy obývali převážně dřevaři. V roce 1845 zde byla postavena (dnes již zrušená) Anenská sklářská huť pojmenovaná po Slivkově manželce Anně.

## Současnost
V současné době se objekty v osadě využívají zejména pro rekreační účely. V osadě sídlí dřevařská firma.

## Poloha
Osada se nachází 876 metrů nad mořem a protíná ji silnice Deštné v Orlických horách – Zdobnice. S Deštným ji spojuje i turistická stezka. Na okraji osady se nachází počátek výstupu na Velkou Deštnou, na druhé straně pak stezka pokračuje přes vrchní části sjezdovek Marta a Marta II ke kostelu svatého Matouše.